# عامل تنفسی
عامل تنفسی، عامل ریوی یا عامل خفگی، گونه‌ای از انواع جنگ‌افزارهای شیمیایی است که برای جلوگیری از توانایی قربانی برای تنفس طراحی شده‌است. این مواد، با ایجاد تجمع مایعات در ریه‌ها منجر به خفگی می‌شوند. قرار گرفتن چشم‌ها و پوست، در معرض این عوامل نیز آثاری خورنده داشته و باعث تاری دید و سوختگی‌های عمیق می‌شود. استنشاق این عوامل باعث سوزش گلو، سرفه، استفراغ، سردرد، درد قفسه سینه، سفتی در قفسه سینه و نارسایی تنفسی و نارسایی در گردش خون می‌شود.

## نمونه‌ها
نمونه‌هایی از عوامل تنفسی عبارت‌اند از:
- گاز کلر
- کلروپیکرین (PS)
- دی‌فسژن (DP)
- فسژن (CG)
- دی‌سولفور دکافلوئورید
- پرفلورو ایزوبوتن
- اکرولین
- دی‌فنیل سیانوآرسین

فسژن خطرناک‌ترین عامل ریوی مرسوم است که معمولاً مورد استفاده قرار می‌گیرد. (اگرچه دی‌سولفور دکافلوئورید و پرفلورو ایزوبوتن هر دو حتی خطرناک‌تر از فسژن هستند و به ترتیب ۴ و ۱۰ برابر کشنده‌تر از فسژن هستند، هیچ‌کدام به‌طور گسترده استفاده نمی‌شوند). گاز فسژن، در شرایط عادی، یک گاز بی‌رنگ است. چگالی بخار آن ۳٫۴ برابر بیشتر از چگالی هوا است که به آن اجازه می‌دهد برای مدت طولانی در هوا در ارتفاع پایین و در نزدیکی سطح زمین بماند. فسژن منجر به ورم وسیع و شدید ریوی می‌شود که پس از ۱۲ ساعت از هنگام تماس، به حداکثر علائم می‌رسد و پس از آن در عرض ۲۴ تا ۴۸ ساعت، به مرگ منجر می‌شود.
کلر عنصری است که در صنعت استفاده می‌شود. این ماده یکی از رایج‌ترین مواد شیمیایی است که در ایالات متحده تولید می‌شود. از کلر برای ساخت آفت‌کش‌ها، لاستیک و حلال‌ها استفاده می‌شود. همچنین در آب آشامیدنی و استخرهای شنا برای از بین بردن باکتری‌ها استفاده می‌شود. میزان مسمومیت ناشی از کلر بستگی به میزان کلری دارد که فرد در معرض آن قرار گرفته‌است.

## تاریخچه
نخستین استفادهٔ عمده از این عوامل در ۲۲ آوریل ۱۹۱۵ در دومین نبرد ایپر در بلژیک صورت گرفت. آلمانی‌ها ۱۶۸ تن گاز کلر را به روی نیروهای فرانسوی، کانادایی و بریتانیایی ریختند که باعث ایجاد ابری از گازهای شیمیایی منتقل‌شونده توسط باد شد. این حمله، شکافی را در خطوط نظامی ایجاد کرد. با این حال، آلمانی‌ها برای بهره‌برداری از این فرصت، آماده نبودند. در سال ۱۹۱۷ آلمانی‌ها عامل فسژن را نیز یافتند. در آن زمان هر دو طرف نبرد، بر تکنیک‌های عوامل خفگی جدید مانند دی‌فسژن، کلروپیکرین و پرفلورو ایزوبوتن تسلط داشتند که امکان انجام حملات متعدد را فراهم می‌کرد. در پایان جنگ جهانی اول، فسژن مسئول تقریباً ۸۰ درصد از کل مرگ و میرهای مربوط به حملات شیمیایی بود.